# Кратак живот
Кратак живот (шп. La vida breve) је опера у два чина и четири сцене шпанског композитора Мануела де Фаље. Либрето је на андалузијском дијалекту шпанског језика написао Карлос Фернандез Шо. Компонована је између августа 1904. и марта 1905. године, али је приказана тек 1913. Премијерно је изведена (у француском преводу Пола Милеа) у Општинском клубу у Ници 1. априла 1913. Уследила су извођења у Паризу исте године и у Мадриду 1914. Клод Дебиси је извршио пресудан утицај на Фаљу да оперу с нумерама, каква је била на премијери у Ници, преради у оперу са непрекинутом музичком текстуром и зрелијом оркестрацијом. Ова ревизија је премијерно изведена у париској Опери-Комик у децембру 1913. године, и данас представља стандардну верзију.

## Ликови
- Салуд, Циганка, Пакова љубавница, сопран.
- Пако, млади господин, тенор.
- Баба, Салудина баба, мецосопран.
- Сарваор, Салудин стриц, бас.
- Кармела, Пакова вереница, месосопран.
- Мануел, Кармелин брат, баритон.
- Певач, баритон.
- Продавци, ковачи, сватови, играчице.

## Синопсис
Радња се одвија у Гранади почетком XX века.

### Чин први

#### Сцена прва
Двориште у скромној кући у четврти Албаисин где Салуд чека Пака. Чују се гласови. То су ковачи који певају док обављају тежак посао: Проклет човек, проклет, што се рађа с црном судбом! Проклет ко се рађа наковњем, а не рађа се чекићем! (мелодија која ће одзвањати као лајтмотив кроз читаво дело). Баба, која искрено воли своју унуку, брине се за њу. Салуд: Живели који се смеју! Доле који плачу! Појављује се Пако. Он и Салуд певају љубавни дуо: Само да знаш како си ме преп'о. Стриц Сарваор зна да је Пако верен с једном из његове класе и расе. Једно лепо девојче, а усто и богато! Пако се још једном заклиње на верност Салуди. Стриц се бесан баца на њега, али га баба зауставља.

#### Сцена друга
Постепено се смркава. Пуна лепоте и поезије, једна кратка симфонијска поема описује (различитим гласовима) залазак сунца над Гранадом.

### Чин други

#### Сцена прва
Улица у Гранади. Фасада Кармелине куће. Види се двориште где се одржава велико славље: Певам солее Кармелији и Паку и у спомен њених родитеља. Ојса, девојке, и заиграјте! Салуд, сазнавши за венчање Пака и Кармеле, ступа на сцену са Салваором, с болом се присећајући лажних заклињања. Посматрају са улице кроз прозор шта се дешава у дворишту. Ено га смеје се покрај оне женскиње! ... Понекад би' да станем, а понекад да пуцам. Долази баба. Чује се Паков глас. Салуд пева с прозора: Проклета је јадна женка што рађа се с црном судбом! Проклет ко се рађа наковњем, а не рађа се чекићем! Не питај више за њу, нит се пењи Албаисину! Вероломни младожења је чује.

#### Сцена друга
Двориште где се прославља свадба. Сватови су раскошно обучени. Неколико парова игра. Пако се претвара да је весео, прикривајући своју забринутост. Е да сам памет у главу узео! Нисам смео тако да је оставим! Кармела га посматра. Салуд и Салваор се појављују међу сватовима. Гле Цигана! Гле цуре! Салуд: Не дођох да певам! Показује на Пака, којем се отело њено име: Салуд! Она: Отер'о ме! Преварио! Оставио! Покушавајући да се одбрани од оптужби, Пако тврди да је не познаје: Лажеш! Избаците је! Кармела: Пако! За име Бога! Салуд, нежно изговарајући његово име, пада мртва пред његовим ногама.